# Priseaca
Priseaca est une commune roumaine située dans le județ d'Olt.